# Jan Bieżuński
Jan Adam Bieżuński vel Julian Brzeziński pseud.: Orzyc, Minus (ur. 17 czerwca 1905 w Ulatowie-Pogorzeli, zm. 18 marca 1968) – podporucznik lotnictwa czasu wojny, radiotelegrafista służby stałej, cichociemny, oficer Armii Krajowej, nauczyciel.

## Życiorys
Jan Bieżuński po ukończeniu szkoły powszechnej w 1917 roku pracował jako pomocnik sekretarza gminnego w Jednorożcu. W 1925 roku wstąpił do 4 kompanii poborowej przy 1 pułku lotniczym. W pułku tym służył do wybuchu wojny. W 1938 roku ukończył 6. klasę gimnazjum starego typu w Pruszkowie.
W czasie kampanii wrześniowej 1939 roku służył w 1 pułku lotniczym. 17 września przekroczył granicę polsko-rumuńską, został internowany, skąd po ucieczce dostał się do Francji, gdzie od listopada 1939 roku do stycznia 1940 roku służył w Polskich Siłach Powietrznych. Od stycznia 1940 roku przebywał w Wielkiej Brytanii, gdzie wstąpił do służby w Polskich Siłach Powietrznych i otrzymał numer służbowy RAF 780314. Służył jako radiotelegrafista w dywizjonie 300, z którym uczestniczył w pierwszej, historycznej wyprawie polskiego lotnictwa bombowego z Wielkiej Brytanii na Niemcy w nocy z 14 na 15 września 1940 roku (3 bombowce z dywizjonów 300 i 301 bombardowało barki desantowe w porcie Bolougne). Łącznie wykonał 45 lotów operacyjnych.
Po przeszkoleniu do zadań lotnictwa w konspiracji oraz w radiotelegrafii i dywersji, został zaprzysiężony 4 marca 1943 roku i przyjął pseudonim „Orzyc” i następnie przeniesiony do Głównej Bazy Przerzutowej w Brindisi we Włoszech.
Został zrzucony w Polsce w nocy z 3 na 4 kwietnia 1944 roku w ramach operacji lotniczej „Weller 5”. Był przewidziany do Wydziału Lotnictwa Oddziału III Komendy Głównej AK. Parę dni po skoku, 7 kwietnia 1944 roku został przypadkowo aresztowany w Warszawie. Po wydostaniu się z Pawiaka przeniesiono go z Warszawy i przydzielono do Okręgu Lublin AK. 18 lipca 1944 roku pobrał z oddziału partyzanckiego „Pająk” radiostację i wraz z 5-osobową ochroną udał się na wschód, prawdopodobnie do Obszaru Lwowskiego AK. Szczegóły zadania nie są znane.
Po II wojnie światowej był prześladowany przez UB i nękany częstymi przesłuchaniami. Osiedlił się w gminie Bartoszyce i został kierownikiem szkoły podstawowej w Kiertynach Wielkich. Walnie przyczynił się do jej rozwoju. Po nagłej śmierci w 1968 roku został pochowany na cmentarzu komunalnym w Bartoszycach przy ul. Kętrzyńskiej.

## Życie rodzinne
Był synem Antoniego i Franciszki z domu Mordwy. W 1939 roku ożenił się z Jadwigą Siwek (ur. w 1912 roku), z którą miał troje dzieci: Mirosławę (ur. w 1940 roku) zamężną Juszczuk, Lesława (ur. w 1946 roku) i Zbigniewa (ur. w 1948 roku), późniejszego generała brygady, dowódcę Nadwiślańskich Jednostek Wojskowych, doradcę Ministra Spraw Wewnętrznych.

## Ordery i odznaczenia
- Krzyż Srebrny Orderu Virtuti Militari nr 9055
- Krzyż Walecznych – czterokrotnie
- Medal Lotniczy – czterokrotnie
- Medal Dziesięciolecia Odzyskanej Niepodległości
- Brązowy Medal za Długoletnią Służbę
- Gwiazda Lotniczych Załóg w Europie.